# Синотиранн
Синотиранн, или синотираннус (лат. Sinotyrannus), — род тероподовых динозавров из семейства процератозаврид, живших во времена позднемеловой эпохи (аптский век) в районе современной провинции Ляонин (Китай).
Вид назван и описан в 2009 году Цян Цзи, Шуан Цзи и Чжан Лицзюнем. Название рода происходит от латинского лат. Sina — «Китай» и др.-греч. tyrannos — «правитель».
Голотип, образец KZV-001, был найден близ города Дачэнцзы (Dachengzi) в отложениях формации Цзюфотан (Jiufotang). Он включает в себя частичный череп (передную часть морды и нижней челюсти). Есть также часть посткраниального скелета: три позвонка, рёбра, подвздошные кости. Передняя часть черепа около 0,6 м в длину. Синотираннус в длину достигал около 9—10 метров. Являлся самым крупным хищником в своей экосистеме.
Род первоначально был отнесён непосредственно к надсемейству тираннозавроид (Tyrannosauroidea), где он был древнейшим известным представителем; предполагалось, что, возможно, синотираннус относится к тираннозавридам (Tyrannosauridae). В 2017 году синотиранн был переклассифицирован в семейство процератозаврид.